# Kürdşaban
Kürdşaban är en ort i Azerbajdzjan.   Den ligger i distriktet Göyçay, i den centrala delen av landet, 180 km väster om huvudstaden Baku. Kürdşaban ligger 23 meter över havet och antalet invånare är 1 051.
Terrängen runt Kürdşaban är platt, och sluttar söderut. Närmaste större samhälle är Geoktschai, 13,1 km norr om Kürdşaban.
Trakten runt Kürdşaban består till största delen av jordbruksmark. Runt Kürdşaban är det ganska tätbefolkat, med 80 invånare per kvadratkilometer.